# سون هو يونغ
سون هو يونغ (ولد في 26 مارس 1980) ،هو مغني وممثل  كوري أمريكي من كوريا الجنوبية. إشتهر كأحد أعضاء g.o.d ، ظهر لأول مرة في صناعة الترفيه مع الفرقة في عام 1999 وواصل مسيرته الفردية كمغني وممثل مسرحي موسيقي بعد توقف الفرقة. كما ظهر بانتظام في برنمج الأغاني الخالدة: غناء الأسطورة وبرامج العروض الموسيقية الأخرى.

## الجوائز والترشيحات
| السنة | الجائزة            | الفئة                         | العمل | النتيجة |
| ----- | ------------------ | ----------------------------- | ----- | ------- |
| 2006  | جوائز القرص الذهبي | Disc Bonsang (Judges' Choice) | YES   | فوز     |
| 2006  | جوائز سول للموسيقى | Bonsang Awards                | —     | فوز     |
| 2008  | جوائز القرص الذهبي | جائزة الشعبية                 | —     | فوز     |

## وصلات خارجية
- سون هو يونغ على موقع IMDb (الإنجليزية)
- سون هو يونغ على موقع ميوزك برينز (الإنجليزية)
- سون هو يونغ على موقع قاعدة بيانات الفيلم (الإنجليزية)

- الموقع الرسمي